# Ovidiu Olteanu
Ovidiu Olteanu (Rumania, 6 de agosto de 1970) es un atleta rumano retirado especializado en la prueba de 3000 m, en la que consiguió ser subcampeón europeo en pista cubierta en 1994.

## Carrera deportiva
En el Campeonato Europeo de Atletismo en Pista Cubierta de 1994 ganó la medalla de plata en los 3000 metros, con un tiempo de 7:52.37 segundos, tras el alemán Kim Bauermeister  y por delante del británico Rod Finch.